# John F. Doe
John F. Doe (nekoč: John Doe), blejska rock skupina, ki deluje od leta 2010.
S skladbo »Black Glitter« so se udeležili natečaja Val 014 – Imamo dobro glasbo in se uvrstili na istoimensko kompilacijo. Leta 2015 so v samozaložbi izdali svoj prvenec JFD. Za tri pesmi z albuma so že predhodno posneli videospot: »December Lights« (2012), »From Russia to China« (2013) in »Rider« (2015).
Marca 2018 so objavili besedilni video za novo skladbo »Povej naglas«, s katero so napovedali jesenski izid drugega albuma. Pri njem bodo sodelovali s producentom Petrom Deklevo, za razliko od prvega pa bo ta v slovenskem jeziku. Prve štiri skladbe z albuma so izšle že junija na EP-ju John EP Doe.

## Člani
- Marko Zemljič – glavni vokal
- Aleš Svetina – kitara, vokal
- Luka Zemljič – klaviature, vokal
- Tilen Knaflič – bas kitara
- Bojan Marinko – bobni

## Diskografija
- 2015: JFD
- 2018: John EP Doe – EP

Videospoti
- 2012: December Lights
- 2013: From Russia to China
- 2015: Rider
- 2017: Criminal Mind
- 2018: Povej naglas (besedilni video)
- 2019: Puščava
- 2020: Skeptik